# 青い鳥 (鬼束ちひろの曲)
「青い鳥」（あおいとり）は、鬼束ちひろの18枚目のシングル。

## 解説
2011年4月6日に発売。作詞・作曲は鬼束ちひろ。
2011年4月20日に発売されたアルバム『剣と楓』の先行シングル。シングルのリリースは「陽炎」から約1年7か月振り。
初回プレス分には本人からのメッセージカード付き。

## 収録曲
1. 青い鳥 [4:19]
  - 作詞・作曲：鬼束ちひろ／編曲：エリック・ゴーフィン

生々しさと美的な世界観を併せ持つ楽曲。
PVのディレクターは柿本ケンサクが務めている。冒頭～中盤はCGの鳥が飛びまわり、終盤近くに鬼束が登場する。
2. NEW AGE STRANGER (MAD・EYE・MOODY VERSION) [6:07]
  - 作詞・作曲：鬼束ちひろ／編曲：エリック・ゴーフィン

アコースティックギターのみの構成で、全編英語詞。オリジナルバージョンはアルバム「剣と楓」に収録されている。

## 収録アルバム
青い鳥
- 『剣と楓』
- 『GOOD BYE TRAIN 〜ALL TIME BEST 2000-2013』
- 『REQUIEM AND SILENCE』

NEW AGE STRANGER
- 『剣と楓』※オリジナルミックスとして収録